# 몽골의 사형제
몽골의 사형제는 몽골에서 2008년 마지막 사형집행 끝으로 2017년에 모든 범죄에 대해 사형을 폐지하였다.

## 개요

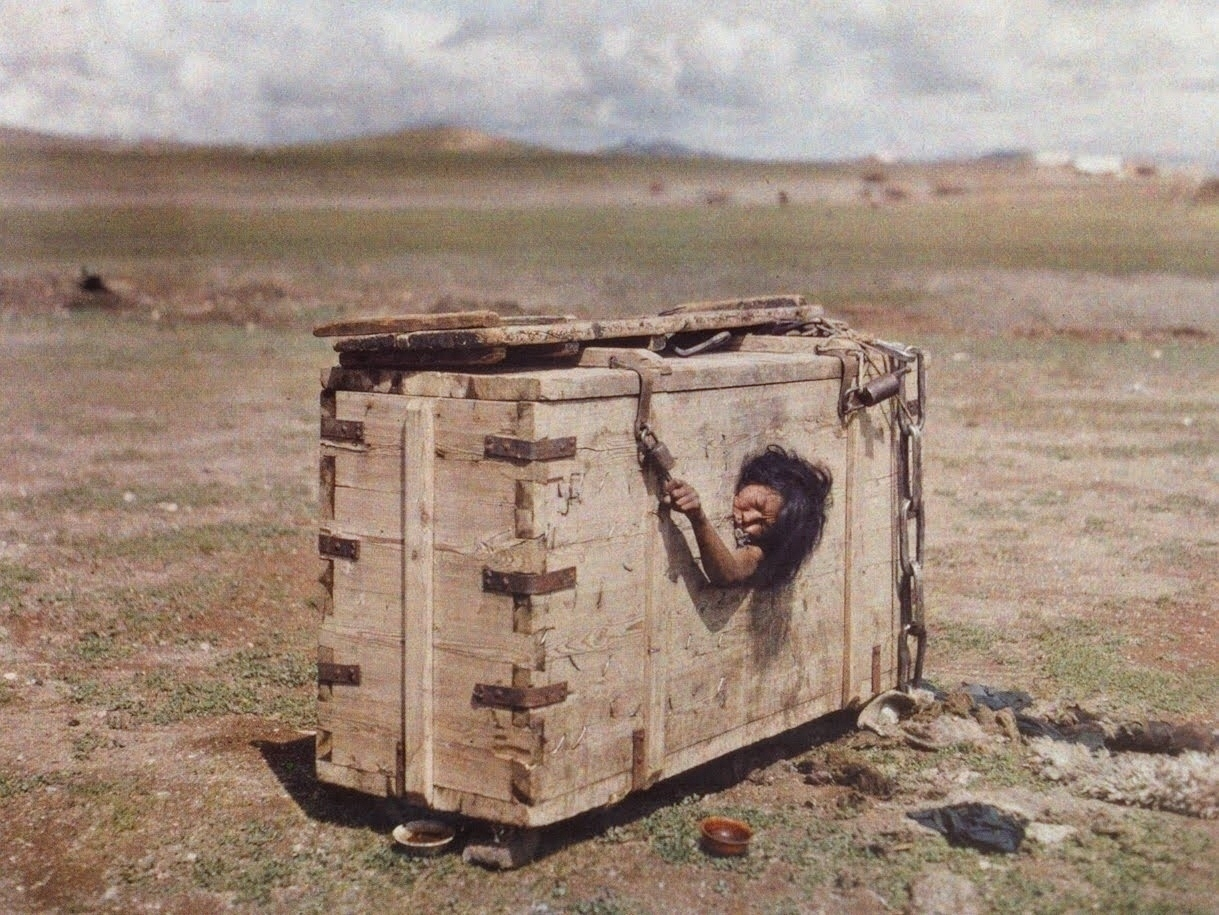
몽골 여성이 굶어죽을때까지 나무상자에 갇혔다.(1913년 7월 촬영)

몽골은 사형제도가 폐지되기 전 살인죄, 강간죄, 테러범죄 등 몽골 법률에 있는 범죄로 사형에 처할 수 있었다. 연령은 18세부터 60세까지의 남성만 집행될 수 있었고, 여성에게는 사형에 처하진 않았다.
과거 20세기 초만 하더라도 나무상자에 감금하여 굶겨 죽이는 방법이었다. 이후 근.현대에 들어서 총살형으로 대체하였고, 폐지하기 전까지 사용하였다.
국제앰네스티에 따르면 몽골은 중국, 베트남, 말레이시아, 싱가포르와 마찬가지로 비밀리에 사형을 집행했다. 또한 집행 날짜, 매장지 등 수형자 가족에게는 알려주지 않았다. 2007년에 몽골에서 사형이 선고된 사람은 45명이지만 당국에 의해 집행 횟수를 공개하진 않는다. 2008년 5명의 사형수가 사형이 집행된 것으로 추측된다.

## 폐지
2009년 6월, 차히아깅 엘벡도르지 대통령이 사형제도가 폐지될 때까지 사형 집행에 대해 모라토리엄을 부과하기 시작했다. 이후 차히아깅 엘벡도르지 대통령은 사형 선고를 받은 모든 사람들을 사면하였고, 사형 대신 징역 30년형으로 대체할 것을 제안했다. 2012년 1월 5일 국회 과반수가 찬성하여 최초로 사형제 폐지를 공식화하였다. 2015년 법률에서 사형 조항을 삭제하였고, 2017년 정부는 공식적으로 모든 범죄에 대해 사형을 폐지하였다.
폐지 이후, 2017년과 2018년 할트마깅 바톨가 대통령과 참모진이 사형제도를 부활 해줄 것을 국회에 제안했으나 이후 무산되었다.